# Video Games (canción)
«Video Games» es una canción interpretada por la cantante estadounidense Lana Del Rey, incluida en su segundo álbum de estudio, Born to Die, de 2012. La compañía discográfica Vertigo Records la lanzó el 5 de septiembre de 2011 en descarga digital, mientras que el 10 de octubre del mismo año se publicó junto a la canción «Blue Jeans» en formato digital y disco de vinilo. El 17 de octubre, se editó como descarga digital un EP con remezclas de la canción.
En una entrevista con 3voor12, Lana Del Rey afirmó que el significado del sencillo era «la adicción de su novio a los videojuegos». Tuvo una buena recepción comercial en los países europeos; alcanzó la primera posición en Alemania y logró ingresar en el top 10 en países como Austria, Bélgica, Países Bajos, Suiza y el Reino Unido.
Por otro lado obtuvo, en general, comentarios variados por parte de los críticos. Algunos de ellos nombraron «Video Games» una de las mejores canciones del 2011.
El vídeo musical de la canción fue publicado por Lana Del Rey en julio del 2011, aunque fue posteriormente eliminado debido a problemas de copyright con varios de los vídeos caseros que usó la cantante en el vídeo. La publicación definitiva del vídeo musical se realizó en octubre de 2011 a través de su cuenta oficial de VEVO. El vídeo es un montaje de vídeos caseros que la cantante encontró en la red junto a vídeos de Del Rey cantando el sencillo grabados con una cámara web.

## Antecedentes y descripción

«Video Games» está compuesta en la tonalidad fa sostenido menor.

El 5 de septiembre de 2011, Vertigo Records lanzó a «Video Games» como el primer sencillo del segundo álbum de estudio de Lana del Rey, Born to Die, de 2012. En una entrevista con el diario británico en línea The Quietus, Del Rey dijo que la inspiración para la canción fue un antiguo novio. También comentó que:

«Creo que nos juntamos porque ambos éramos unos marginados. Fue perfecto. Sin embargo, pienso que con la satisfacción también viene la tristeza. Esa vida tenía algo de sublime - íbamos al trabajo y él jugaba con sus videojuegos – pero tal vez todo era demasiado predecible. En esa época estaba perdiendo la ilusión de ser una cantante y me hacia muy feliz vivir con un novio que amaba, pero al final, ambos perdimos de vista nuestros sueños. Quizás la vida doméstica no sea realmente algo tan especial».

 Del Rey afirmó a 3voor12 que el significado era «la adicción de mi novio a los videojuegos, lo cual a veces me desanimaba y a veces no», y también dijo que se sentía muy triste cuando escuchaba esa canción.
En una entrevista con Rosie Swash de The Observer, reveló que: «Solo puse esa canción [Video Games] en línea hace unos meses porque fue mi favorita. Siendo honesta, no iba a ser [lanzada como] sencillo, pero la gente respondió a ella. Me pongo muy triste cuando toco esa canción. Aún lloro algunas veces cuando la canto».
«Video Games» es una balada pop, escrita por la propia intérprete y por Justin Parker, mientras que este último junto con RoboPop la produjeron. Está influenciada por el género indie pop, compuesta en la tonalidad fa sostenido menor y se encuentra en un compás de 4/4 con un tempo de 61 pulsaciones por minuto. El registro vocal de la cantante se extiende desde la nota mi♯3 hasta la la♯4. Según el sitio MSemanal: «'Video Games' es una pieza triste que habla de la desolación que siente una mujer al saber que el hombre que ama la ignora, de lo terrible que es desnudarse ante ese tipo que la trata como basura». Según Rosie Swash de The Observer, la canción es sobre «desvestirse ante un hombre que te trata como basura».
La cantante griega Eleni Vitali ha dicho que el sencillo es un plagio de su canción «Δρόμοι που αγάπησα».

## Recepción

### Comentarios de la crítica
La canción recibió comentarios mayoritariamente positivos por los críticos importantes de la música contemporánea. Tras el lanzamiento del sencillo, Ian Cohen de Pitchfork Media la llamó «fornida y sensual». Además, la nombró «la mejor canción de un artista revelación del 2011».
Robert Copsey de Digital Spy dijo que: «Lana combina una voz idéntica [a la de Nancy Sinatra ] con su propia fascinación por el glamur trágico - o 'sadcore Hollywood', como ella sucintamente lo etiqueta». Lewis Corner, también de Digital Spy, dijo que: «nacida en Nueva York, con sede en Londres, Lana del Rey se encuentra trabajando en su álbum debut, pero si esta canción es un ejemplo [del disco], será un pop de vanguardia en su mejor momento».
Alexis Petridis del diario The Guardian consideró a «Video Games» como la mejor canción del 2011, por lo que escribió: «es tentador decir que con una canción que es buena no importa quién la cante, pero eso no es estrictamente cierto. Como divas del pop que colaboran con Eg White Go, Lana del Rey suena enormemente subestimada». La revista británica NME llevó a cabo una encuesta en donde los lectores seleccionaron a la pista como la décima mejor canción del 2011. Sin embargo, Maura Johnston de The Village Voice criticó el exceso de producción del tema y del video musical de lana, mientras que Amanda Dobbins de la revista New York dijo: «es difícil dar una crítica justa a Lana del Rey porque todos los demás críticos la han estado alabando en exceso». Luke Larson de la revista Paste comentó: «cuando 'Video Games' empezó a ser un éxito de Internet, la gente no estaba enloqueciendo por Lana del Rey, por sus labios falsos o porque ella era Lizzy Grant. La gente enloqueció porque se había topado con una voz fresca y una canción bien escrita, en definitiva, ¿los demás son importantes?».
El sitio El Mundo comentó que «Con temas como 'Video Games', 'Blue Jeans' y 'Born to Die', el fenómeno del momento puede justificar que no es solo expectación sino que ella [Lana] es una cantante con muchas posibilidades musicales», mientras que la revista importante de EspañaRolling Stone España en su revisión de Born to Die dijo que «Cuando [Lana] está inspirada, le salen grandes melodías como 'Video games', 'Born to die', 'Blue Jeans', 'Radio', 'Summertime sadness', 'Without You' o 'Lucky Ones'».

### Desempeño comercial
«Video Games» tuvo una buena recepción comercial, especialmente en el continente europeo. En Irlanda, debutó en la semana del 13 de octubre en la posición treinta y seis de la lista Irish Singles Chart, mientras que en la edición del 3 de noviembre subió hasta la séptima casilla. Posteriormente, en febrero del año próximo, llegó hasta la sexta posición, lo que marcó así su mejor puesto en dicho país. En la Región Flamenca de Bélgica, debutó en el número tres de la lista Ultratop 50, y unas semanas después, alcanzó la posición dos. En Alemania, debutó en la casilla veintiocho. Luego, en la semana del 9 de diciembre del 2011 alcanzó la primera posición, donde permaneció por tres ediciones. En el Reino Unido, «Video Games» alcanzó la novena casilla del conteo UK Singles Chart.
 Asimismo, debutó en la segunda posición de la lista UK Indie Chart. El 21 de enero de 2012, alcanzó el primer puesto en dicha lista. En Norteamérica, el sencillo tuvo una recepción moderada. Ingresó instantáneamente a los conteos Billboard Hot 100 y Canadian Hot 100 en la semana del 28 de enero de 2012 en las posiciones noventa y uno y setenta y dos, respectivamente. La siguiente semana, «Video Games» abandonó el Billboard Hot 100, mientras que cayó a la posición ochenta y tres en el Canadian Hot 100.

## Video musical
Lana del Rey dirigió el vídeo musical y lo publicó en YouTube el 19 de agosto de 2011. Por su parte, Stranger Records lo lanzó el 19 de octubre de 2011 en iTunes Store. En el videoclip aparece Del Rey cantando apoyada en una pared blanca desde la perspectiva de una cámara web, mientras que a lo largo del video aparecen escenas intercaladas de unos adolescentes patinando, en otras escenas aparecen unas chicas dando vueltas agarradas de la mano, las que después se meten a una piscina con otros adolescentes. En otras escenas, aparece Paz de la Huerta que tropieza ebria junto a su guardaespaldas camino a su limusina. También aparecen escenas de documentales y programas antiguos como algunos animados. 
En una entrevista, Robert Copsey de Digital Spy le preguntó a la intérprete si cambiaría algo de la producción original del video, a lo que ella contestó que:

«Si hubiese sabido que tanta gente iba a ver el video, le hubiese puesto más esfuerzo. Pude haber hecho mi cabello y mi maquillaje y tratado de no ser tan provocativa ya que todo el mundo habla de mi cara todo el tiempo».
Lana Del Rey

.
El videoclip ha tenido una buena recepción en Internet, el cual ha sido visitado más de 150 millones de veces en Youtube. Además, este recibió críticas mixtas, mayoritariamente positivas. Amanda Dobbins de New York, dijo que: «previsiblemente, el video tuvo un poco de atención por parte del público». Rya Barker de MTV cuestionó la originalidad de Del Rey al afirmar que: «es difícil [saber] que hacer con Lana a primera vista. Jools Holland la llama un fenómeno de Internet, pero eso es un comentario con poca inteligencia, por naturaleza americana tiene que hacer videos como 'Video Games' y 'Blue Jeans'». No obstante, Ian Cohen dijo que el video es acerca de «rendirse en el amor y la depresión».
La revista Rolling Stone España ubicó al video en la posición catorce de su lista de «Los 20 mejores vídeos musicales de 2011».

## Promoción

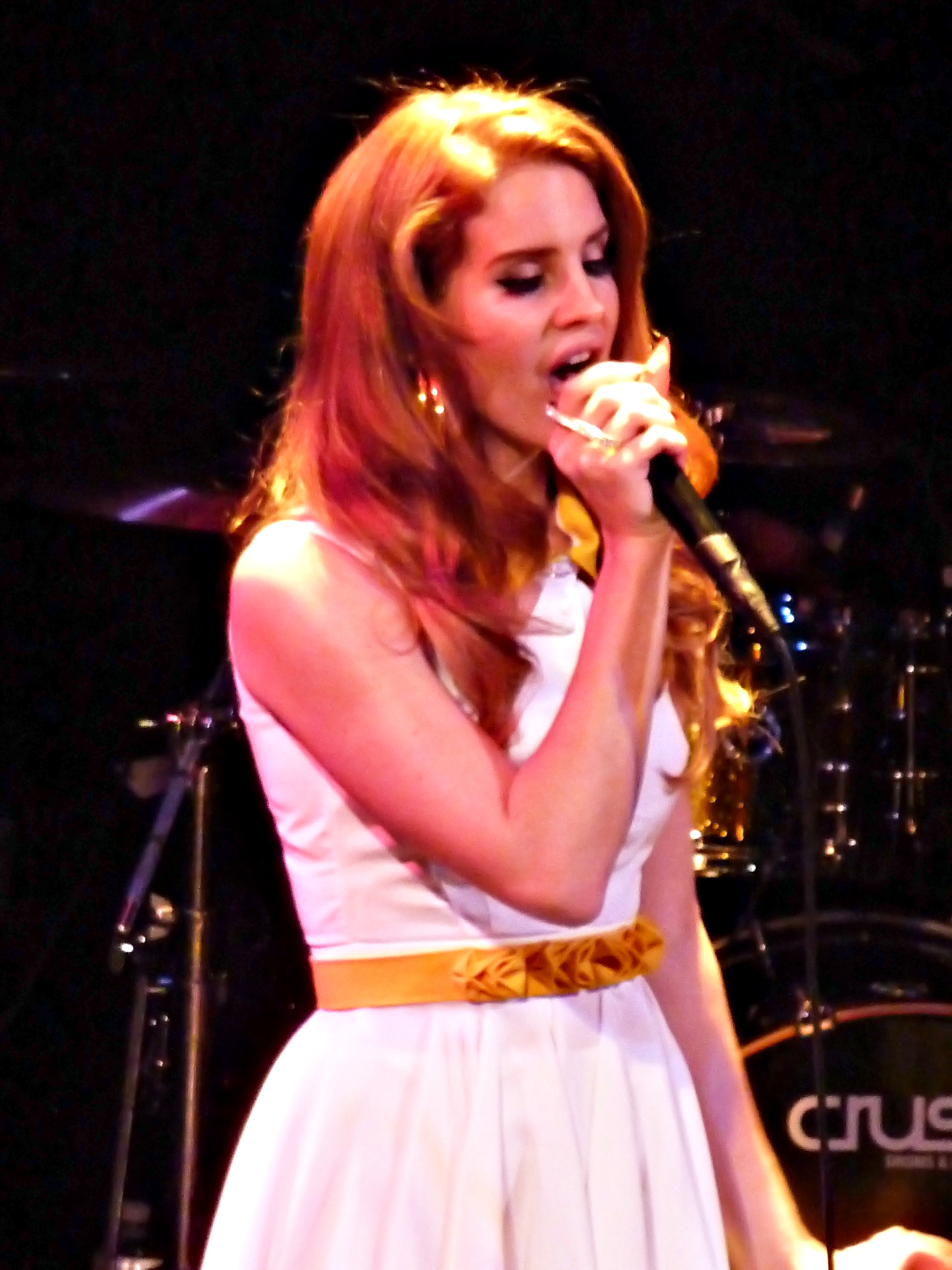
Del Rey en su presentación en el Bowery Ballroom.

### Interpretaciones en vivo
La intérprete cantó «Video Games» en vivo en Later... with Jools Holland, la cual fue su primera presentación en directo en la televisión británica. También fue interpretada en el programa MTV Push de VH1 Brasil, en el programa holandés De Wereld Draait Door, y en el Bowery Ballroom, donde, según Eliot Glazer de New York, «Lana llegó influenciada por Nancy Sinatra en su voz».
Mattew Perpetua de la revista Rolling Stone, comentó acerca de la presentación de la cantante en Bowery Ballroom, diciendo que: «aunque que Lana estaba nerviosa, logró cantar con confianza, a pesar de la sexualidad malcriada y la petulencia juvenil, lo cual parece desagradable».
El 14 de enero de 2012, Del Rey interpretó «Video Games» y «Blue Jeans» en el programa estadounidense Saturday Night Live. La presentación recibió críticas negativas, siendo criticado incluso por Brian Williams de la NBC, quien la calificó como «la peor actuación en la historia de Saturday Night Live». La actriz Juliette Lewis escribió en su cuenta de Twitter que «ver a esta 'cantante' en Saturday Night Live es como ver a una niña de doce años en su habitación cuando finge que canta e interpreta». La revista Rolling Stone España dijo que «su actitud fue nula, desafinó y le dio la razón a sus detractores: demostró que está 'muy verde sobre las tablas'».
Con esto, algunos presentadores del programa y otros famosos salieron a la defensa de la cantante. Daniel Radcliffe, quien fue el anfitrión del programa esa noche defendió a Del Rey, diciendo que las críticas hacia ella eran «más por su pasado y su familia y no por su actuación». Además de él, Andy Samberg, miembro del programa, defendió a la intérprete, diciendo que: «la gente le ha tirado un montón de porquería.[sic] Yo vi en BriWi cuando Brian Williams dijo que fue la peor presentación. Pero 'Video Games' es una buena canción». La actriz Rashida Jones comentó acerca del suceso, diciendo: «no envidio a nadie que se presente en Saturday Night Live», además, también defendió a Del Rey, diciendo: «es un lugar difícil. Ella no actuó frente a una audiencia en vivo, pero no sé en realidad, así que no me pregunten».
El 2 de febrero de 2012 de 2012, Lana cantó «Video Games» en el programa David Letterman Show, mientras que el 22 de marzo de 2012, Del Rey interpretó el tema en el programa estadounidense American Idol.

### Versiones de otros artistas
El tema ha sido versionado en múltiples ocasiones por otros artistas. 
El 17 de octubre de 2011, Bombay Bicycle Club hizo su propia versión de «Video Games» en el programa de BBC Radio 1, Live Lounge. 

Por su parte, la banda británica Kasabian también realizó su versión de «Video Games» el 26 de octubre de 2011, como parte del especial acústico realizado para el programa Radio 1's Live Lounge enmarcado en el Student Tour 2011, en la universidad de Leicester.
En 2012, el cantante de blues, John Mayer hizo una versión instrumental del tema, la cual ha sido descrita por Rolling Stone España como «una versión muy etérea». Asimismo, Boy George, líder de la banda Culture Club, hizo una versión de «Video Games», la que recibió una crítica mixta por parte de la revista española Rolling Stone, diciendo: «Aunque el líder de Culture Club le echa ganas, nos quedamos con la decadencia y fragilidad de la “Nancy Sinatra gánster”, como ella misma se denomina».

### Apariciones en otros álbumes
Además de ser incluida en el álbum debut de la cantante, Born to Die, «Video Games» también fue incluida en otros álbumes recopilatorios de éxitos, entre los que se encuentran, The Hits 2011, Now That's What I Call Music! 80, Hit Connection-Best of 2011,  Best Of 2011 de MNM Big Hits, The Dome Vol. 60 y Megahits 2012 - Die Erste.

## EP
Video Games es el segundo EP de Lana del Rey, lanzado el 10 de octubre de 2011. Llegó al número uno de iTunes en Australia, Bélgica, Francia, Grecia, Irlanda, Luxemburgo, Holanda, Noruega y Portugal.
Lista de canciones
| «Video Games» |                                  |          |  |
| N.º           | Título                           | Duración |  |
| 1.            | «Video Games»                    | 4:41     |  |
| 2.            | «Blue Jeans»                     | 3:33     |  |
| 3.            | «Video Games» (MR Fingers remix) | 9:00     |  |
| 4.            | «Video Games» (Omid 16B Remix)   | 5:14     |  |

Posicionamiento en listas
| País    | Lista               | Mejor posición |
| ------- | ------------------- | -------------- |
| Francia | French Albums Chart | 40             |

## Formatos
- Descarga digital por Vertigo Records.

| «Video Games» |                            |          |  |
| N.º           | Título                     | Duración |  |
| 1.            | «Video Games» (Radio Edit) | 4:49     |  |

- Descarga digital de remezclas por Polydor Records.

| «Video Games» |                                   |          |  |
| N.º           | Título                            | Duración |  |
| 1.            | «Video Games» (Omid16B Remix)     | 5:14     |  |
| 2.            | «Video Games» (Jamie Woon Remix)  | 5:13     |  |
| 3.            | «Video Games» (White Lies Remix)  | 7:31     |  |
| 4.            | «Video Games» (Mr Fingers Remix)  | 8:58     |  |
| 5.            | «Video Games» (Club Clique Remix) | 4:57     |  |

- «Video Games» - The Remix EP

| «Video Games» |                                                     |          |  |
| N.º           | Título                                              | Duración |  |
| 1.            | «Video Games» (Radio edit)                          | 4:04     |  |
| 2.            | «Blue Jeans»                                        | 3:34     |  |
| 3.            | «Video Games» (Club Clique For The Bad Girls Remix) | 5:00     |  |
| 4.            | «Video Games» (White Lies C-Mix)                    | 7:34     |  |
| 5.            | «Video Games» (Larry "Mr. Fingers" Heard Remix)     | 9:01     |  |
| 6.            | «Video Games» (Helium Robots Remix)                 | 4:52     |  |

- «Video Games Remixes - EP»

| «Video Games» |                                                     |          |  |
| N.º           | Título                                              | Duración |  |
| 1.            | «Video Games» (Club Clique for The Bad Girls Remix) | 4:57     |  |
| 2.            | «Video Games» (Jakwob and Etherwood Remix)          | 3:42     |  |
| 3.            | «Video Games» (White Lies C-Mix)                    | 7:32     |  |
| 4.            | «Video Games» (Jamie Woon Remix)                    | 5:14     |  |
| 5.            | «Video Games» (We Don't Belong In Pacha Remix)      | 5:19     |  |

- Sencillo en CD

| «Video Games/Blue Jeans» |               |                             |                                    |          |  |
| N.º                      | Título        | Escritor(es)                | Productor(es)                      | Duración |  |
| 1.                       | «Video Games» | Justin Parker, Lana del Rey | RoboPop                            | 4:03     |  |
| 2.                       | «Blue Jeans»  | Dan Heath, Emile Haynie     | Emile Haynie, Dan Grech-Marguerat* | 3:32     |  |

- Disco de vinilo de 7 pulgadas

| «Video Games/Blue Jeans» |               |                             |                                    |          |  |
| N.º                      | Título        | Escritor(es)                | Productor(es)                      | Duración |  |
| 1.                       | «Video Games» | Justin Parker, Lana del Rey | RoboPop                            | 4:02     |  |
| 2.                       | «Blue Jeans»  | Dan Heath, Emile Haynie     | Emile Haynie, Dan Grech-Marguerat* | 3:40     |  |
| 7:42                     |               |                             |                                    |          |  |

Notas
- «*» indica el remezclador de la canción.

## Posicionamiento en listas

### Semanales
| Alemania        | German Singles Chart     | 1  |
| Australia       | Australian Singles Chart | 23 |
| Austria         | Austrian Singles Chart   | 2  |
| Bélgica (Fl)    | Ultratop 50              | 2  |
| Bélgica (Vl)    | Ultratop 40              | 2  |
| Canadá          | Canadian Hot 100         | 72 |
| Dinamarca       | Danish Singles Chart     | 18 |
| Escocia         | Scottish Singles Chart   | 10 |
| Eslovaquia      | Slovak Airplay Chart     | 21 |
| España          | Spanish Singles Chart    | 33 |
| Estados Unidos  | Billboard Hot 100        | 91 |
| Estados Unidos  | Rock Digital Songs       | 14 |
| Estados Unidos  | Hot Singles Sales        | 1  |
| Estados Unidos  | Heatseekers Songs        | 11 |
| Finlandia       | Finnish Singles Chart    | 14 |
| Francia         | French Singles Chart     | 2  |
| Irlanda         | Irish Singles Chart      | 6  |
| Países Bajos    | Dutch Top 100            | 3  |
| Polonia         | Polish Airplay Top 5     | 5  |
| Reino Unido     | UK Singles Chart         | 9  |
| Reino Unido     | UK Indie Chart           | 1  |
| República Checa | Radio Top 100 Oficiální  | 3  |
| Suecia          | Swedish Singles Chart    | 56 |
| Suiza           | Swiss Music Charts       | 2  |

### Certificaciones
| País      | Organismo certificador | Certificación | Simbolización | Ref.   |
| --------- | ---------------------- | ------------- | ------------- | ------ |
| Alemania  | BVMI                   | Platino       | ▲             | [ 89 ] |
| Australia | ARIA                   | Oro           | ●             | [ 90 ] |
| Austria   | IFPI                   | Platino       | ▲             | [ 91 ] |
| Bélgica   | BEA                    | Platino       | ▲             | [ 92 ] |
| Dinamarca | IFPI                   | Oro           | ●             | [ 93 ] |
| Italia    | FIMI                   | Oro           | ●             | [ 94 ] |
| Suiza     | IFPI Switzerland       | 2x Platino    | 2▲            | [ 95 ] |

### Anuales
| País           | Lista                      | Posición |      |      |      |      |      |
| 2011           | 2011                       | 2011     | 2011 | 2011 | 2011 | 2011 | 2011 |
| -------------- | -------------------------- | -------- | ---- | ---- | ---- | ---- | ---- |
| Bélgica (FL)   | Belgian Singles Chart 2011 | 40       |      |      |      |      |      |
| Estados Unidos | Hot Singles Sales          | 16       |      |      |      |      |      |
| Países Bajos   | Dutch Singles 2011         | 32       |      |      |      |      |      |
| Reino Unido    | UK Singles Chart           | 111      |      |      |      |      |      |
| 2012           |                            |          |      |      |      |      |      |
| Bélgica (FL)   | Belgian Singles Chart 2012 | 15       |      |      |      |      |      |
| Bélgica (VL)   | Blegian Singles Chart 2012 | 16       |      |      |      |      |      |
| Reino Unido    | UK Singles chart           | 87       |      |      |      |      |      |
| Suiza          | Swiss Singles Chart        | 23       |      |      |      |      |      |

### Sucesión en listas
| Anterior: «We Found Love» de Rihanna con Calvin Harris | German Singles Chart Sencillo número uno 9 de diciembre de 2011 - 30 de diciembre de 2011 | Siguiente: «Somebody That I Used To Know» de Gotye con Kimbra |
| Anterior: «Higher Love» de James Vincent McMorrow      | UK Indie Chart Sencillo número uno 21 de enero de 2012 - 28 de enero de 2012              | Siguiente: «Wherever You Will Go» de Charlene Soraia          |

## Créditos
- Lana del Rey: Voz y composición.
- Justin Parker: Composición.
- RoboPop: Producción.
- Stuart Bruce: Masterización.

Fuente: Discogs.

## Historial de lanzamientos
| País           | Formato                         | Fecha                  | Ref.   |
| -------------- | ------------------------------- | ---------------------- | ------ |
| Estados Unidos | Disco de vinilo                 | 17 de octubre de 2011  | [ 3 ]  |
| Alemania       | Sencillo en CD                  | 4 de noviembre de 2011 | [ 2 ]  |
| Alemania       | The Remix EP (Maxi single y CD) | 2 de diciembre de 2011 | [ 74 ] |

## Premios y nominaciones
| Año  | Ceremonia de premiación  | Premio                                            | Resultado | Ref.    |
| ---- | ------------------------ | ------------------------------------------------- | --------- | ------- |
| 2012 | Independent Music Awards | Vídeo internacional del año                       | Nominado  | [ 104 ] |
| 2012 | Ivor Novello Awards      | Mejor canción contemporánea                       | Ganador   | [ 105 ] |
| 2012 | NME Awards               | Mejor canción                                     | Nominado  | [ 106 ] |
| 2012 | NME Awards               | Mejor canción                                     | Nominado  | [ 106 ] |
| 2012 | O Music Awards           | Más jodida presentación en vivo que se hizo viral | Nominado  | [ 107 ] |
| 2012 | World Music Awards       | Mejor canción del año                             | Nominado  | [ 108 ] |